# Ranunculus baldensis
Ranunculus baldensis är en ranunkelväxtart som beskrevs av Dunkel. Ranunculus baldensis ingår i släktet ranunkler, och familjen ranunkelväxter. Inga underarter finns listade i Catalogue of Life.